# Túneles Brynglas
Los Túneles Brynglas (en inglés: Brynglas Tunnels) llevan a la autopista M4 bajo la colina Brynglas, en Newport, en el Sur de Gales, en el Reino Unido. Los túneles de 1.200 pies de largo (370 m) de dos carriles fueron los primeros túneles de la red de autopistas británica. 
Los túneles y el lado del puente de la autopista M4 Usk se planificaron originalmente por la corporación Newport en agosto de 1959 en un plan presentado al Ministerio de Transporte. Los trabajos se iniciaron el 10 de septiembre de 1962, y ambas estructuras estuvieron completas y fueron abiertas al tráfico durante la primera semana de mayo de 1967.